# 사이브
사이브(/ˈsɑːhɪb/, 전통적으로 /ˈsɑː.iːb/ or /ˈsɑːb/;아랍어: صاحب)는 님 이나 주인님에 해당하는 존칭이다. 인도 내 지체 높은 인도인이나 유럽인을 부르는 경칭이기도 하면서 히말라야산맥 등반 초창기에 인도인 짐꾼이나 셰르파들이 자신들의 고용주에게 붙였던 경칭이다

## 같이 보기
- 샤
- 샤